# Dritter Stand
In einer dreigliedrigen Ständeordnung, wie sie seit dem ausgehenden Mittelalter beispielsweise für Frankreich charakteristisch war, waren im Dritten Stand (französisch Tiers-État) diejenigen gesellschaftlichen Rechtssubjekte versammelt, die nicht zu den beiden privilegierten Ständen Klerus (als Erstem Stand) und Adel (als Zweitem Stand) gehörten. Er umfasste also nominell alle freien Bauern und Bürger.

## Der Dritte Stand am Vorabend der Französischen Revolution
Im Frankreich des Ancien Régime waren alle drei Stände in den Generalständen (frz. États généraux) vertreten, einer Ständeversammlung, deren Hauptaufgabe die Steuerbewilligung war. Die Generalstände wurden 1302 zum ersten Mal von Philip dem Schönen einberufen und erreichten den Höhepunkt ihres Einflusses im 15. Jahrhundert. Danach verloren sie an Bedeutung und wurden während des Absolutismus seit 1614 bis 1789 nicht mehr einberufen – also bis zu dem Jahr der Französischen Revolution, zu deren Beginn der Verlauf der ersten Versammlung der Generalstände seit 175 Jahren entscheidend beitrug.
Der Dritte Stand (frz. tiers état) war sozial sehr unterschiedlich zusammengesetzt und umfasste vom Großbürgertum über Handwerkerschaft, Bauernstand und Tagelöhnern bis zu den städtischen Unterschichten alle Personen, die nicht zu den ersten beiden Ständen gehörten. Dies waren 1789 etwa 98 % der Bevölkerung: 25 Millionen gegenüber 500.000 Aristokraten und Klerikern. Diese heterogenen Gruppen der Bevölkerung verteilten sich unterschiedlich auf die ländlichen und städtischen Regionen, in den Städten entwickelte sich die Gruppe der kleinen und mittleren Bourgeoisie. Dieses Bürgertum bestand aus Handwerkern und Kaufleuten. Aber auch die freien Berufe wie die der Rechtsanwälte, Notare, Lehrer und Ärzte können hier mit eingeordnet werden. Zur Großbourgeoisie zählten Angehörige wie etwa Finanziers und Bankiers, fermiers généraux. Mit ihrem Kapital waren sie dem Adel überlegen, allerdings kauften sich viele der Großbourgeoisie in den Adel ein. Somit gab es viele soziale Unterschiede innerhalb des Dritten Standes, man war ein Stand (politisch-rechtlich), aber nicht eine Klasse (sozial-ökonomisch).
Die städtischen Klassen des Dritten Standes waren durch ihre Skepsis gegenüber der Aristokratie, des Ancien Régime und deren Vertretern verbunden, aber sie waren in verschiedene Gruppen geteilt.
Neben den Manufakturarbeitern, eine zahlenmäßig kleine Gruppe, gab es noch die Lohnempfänger ohne feste Anstellung. Sie bildete wohl die wichtigste Gruppe der städtischen Volksklassen. Sie bestand zum Beispiel aus Tagelöhnern, Laufburschen, Hauspersonal der Aristokratie oder der Großbourgeoisie sowie Landarbeitern und Bauern, die in den schlechten Ertragszeiten eine Arbeit suchten.
Die Lebensbedingungen dieser Landbevölkerung waren unterschiedlich. Man unterschied zwischen Leibeigenen (französisch servage) und freien Bauern (französisch paysan). Die Lebensbedingungen des Dritten Standes verschlechterten sich im 18. Jahrhundert zunehmend.

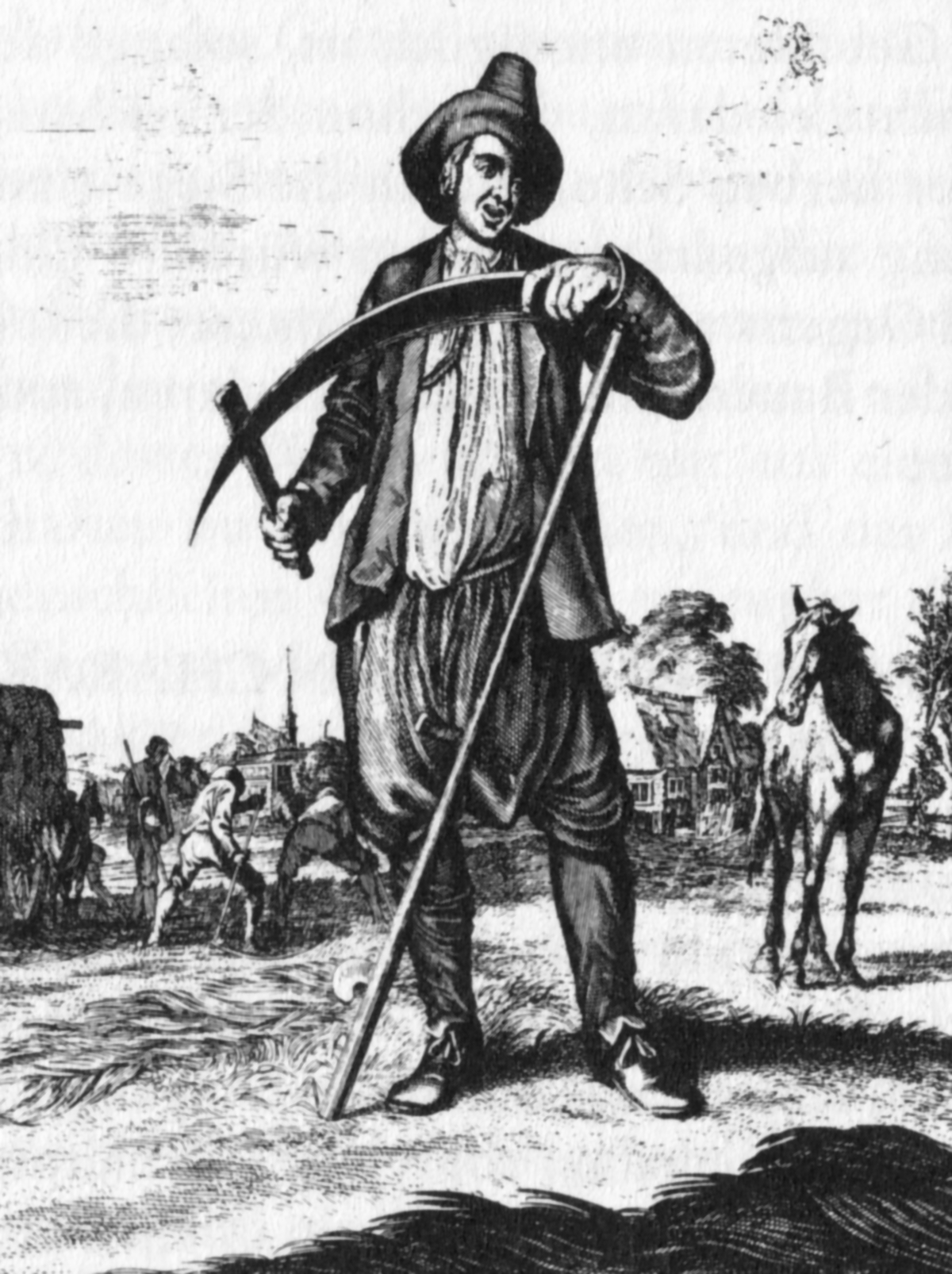
Ein Bauer beim Schärfen einer Sense. Detail aus einer Monatsblattfolge von Caspar Luyken (1672–1708) um 1700.

Das Bevölkerungswachstum in den Städten führte zu Preissteigerungen und zu Ungleichgewichten von Löhnen und Lebenshaltungskosten. In der zweiten Hälfte des 18. Jahrhunderts bestand eine Tendenz zur Verarmung der in Lohn stehenden Bevölkerung. Das Wirtschaftsleben Frankreichs des 18. Jahrhunderts wurde durch eine landwirtschaftliche Produktion beherrscht, diese Landbevölkerung betrug etwa 75 Prozent aller Einwohner. Hingegen aber lag der bäuerliche Grundbesitz bei nur 35 Prozent, doch durch die große Anzahl der Landbevölkerung war der Anteil eines jeden Bauern sehr gering oder gleich null. Die Bauern waren Eigentümer einer Parzelle, es gab aber auch viele landlose Bauern.
Die Bauern bewirtschafteten Land, das meist im Besitz eines Herrn (französisch Seigneur) war. In der Funktion des Seigneur traten häufig der Erste und Zweite Stand auf, Klerus und Adel, aber mit zunehmendem Maße auch die städtische Bourgeoisie. Die freien Bauern traten dem Seigneur als Pächter bzw. Halbpächter gegenüber und waren für die Nutzung des Bodens zu regelmäßigen Geldzahlungen oder Naturalleistungen aufgefordert, dabei war der Umfang jener feudalen Belastungen regional unterschiedlich.
In der zweiten Hälfte des 18. Jahrhunderts gab es nur noch wenige Leibeigene im strengen Sinne, so waren die meisten Landwirte freie Bauern. Dennoch gab es Klassenunterschiede in der ländlichen Bevölkerung, neben Großpächtern, Pächtern, Halbpächter und Kleinbauern mit Grundbesitz. Die Masse von Tagelöhnern verfügten nur über ihre Arbeitskraft.
Die Belastungen für die Bauern waren oft sehr schwer. Zum einen die königlichen Lasten. Die Bauern beziehungsweise der Dritte Stand zahlte eigentlich alleine die Steuern und diese waren im Verlauf des 18. Jahrhunderts immer weiter angestiegen. Zum anderen die kirchlichen Lasten, da man den Zehnt an den Klerus abtragen musste. Außerdem hatten sie noch die grundherrlichen Lasten zu tragen.
Um einen drohenden Staatsbankrott durch Steuererhöhungen abzuwenden, die – nach der Ablehnung des königlichen Ansinnens durch die Adelige Notabelnversammlung – nur die drei Generalstände beschließen konnten, erklärte sich König Ludwig XVI. auf Anraten seines Finanzministers Jacques Necker mit der Einberufung der Generalstände einverstanden.
Zwar wurde dem Dritten Stand aufgrund seines gewachsenen Selbstbewusstseins und seiner wirtschaftlichen Bedeutung die doppelte Anzahl an Abgeordneten zugebilligt, aber es blieb zunächst unentschieden, ob die Generalstände nach Ständen oder nach Köpfen abstimmen sollten. Eine Abstimmung nach Ständen hätte von vornherein eine Mehrheit für Adel und Klerus bedeutet. Bei einer Abstimmung nach Köpfen konnte das Bürgertum hoffen, Teile des Adels und besonders des einfachen Klerus auf seine Seite zu ziehen.
Als Ludwig XVI. schließlich dem Ansinnen einer Abstimmung nach der Kopfzahl nicht nachgab, erklärten sich die Abgeordneten des Dritten Standes am 17. Juni 1789 zur Nationalversammlung und schworen, nicht eher auseinanderzugehen, bis eine Verfassung für Frankreich geschaffen sei (Ballhausschwur).

## Der Dritte Stand in der zeitgenössischen Publizistik
Bereits die Ankündigung der Generalstände hatte eine große Zahl von Flugschriften hervorgerufen, deren bekannteste und einflussreichste das Pamphlet des Abbé Emmanuel Joseph Sieyès war, das im Januar 1789 erschien. Sieyès schrieb in der Einleitung zu Was ist der Dritte Stand?:

„1. Was ist der Dritte Stand? Alles.

2. Was ist er bis jetzt in der politischen Ordnung gewesen? Nichts.

3. Was verlangt er? Etwas zu sein.“

Im weiteren Verlauf erklärt Sieyès, dass der Dritte Stand auf Grund seiner Bedeutung alleine dazu berechtigt sei, den Willen der Nation zu vertreten und eine Nationalversammlung zu bilden. Sieyes’ Streitschrift wurde zum Grundlagentext der französischen Revolutionsbewegung und erlangte laut den Politikwissenschaftlern Oliver W. Lembcke und Florian Weber eine Bedeutung, wie sie ähnlich die Federalist Papers für den amerikanischen Konstitutionalismus oder das Kommunistische Manifest für die sozialistische Bewegung erlangten.

## Begriffswandel
Im Verlauf des 19. Jahrhunderts bezog sich der Begriff Dritter Stand nur noch auf das Bürgertum. Das Industrieproletariat trat als Vierter Stand dazu.